# Dorylaimopsis metatypica
Dorylaimopsis metatypica är en rundmaskart som beskrevs av Benjamin G. Chitwood 1936. Dorylaimopsis metatypica ingår i släktet Dorylaimopsis och familjen Comesomatidae. Inga underarter finns listade i Catalogue of Life.